# Свята Беніну
Свята Беніну визначені законом від 27 липня 1990 №90-019, невдовзі після падіння комуністичного правління. У переліку зазначені державні та релігійні свята християнської та мусульманської релігій. З часу прийняття закону у серпні 1997 року додано День традиційних релігій та у 2024 змінено його дату відзначення

## Список неробочих свят

### За григоріанським календарем
| Дата                            | Оригінальна назва (французькою)             | Назва українською                      | Примітки                                                             |
| ------------------------------- | ------------------------------------------- | -------------------------------------- | -------------------------------------------------------------------- |
| 1 січня                         | Fête du Nouvel An                           | Новий рік                              |                                                                      |
| 10 січня                        | Fête annuelle des religions traditionnelles | Щорічний фестиваль традиційних релігій | з 2025 року відзначається у другу п'ятницю січня та день напередодні |
| дата змінна: Великдень +1 день  | Lundi de Pâques                             | Великодній понеділок                   | У 2025: 21 квітня                                                    |
| 1 травня                        | Fête du travail                             | День праці                             |                                                                      |
| дата змінна: Великдень +49 днів | Jour de l’Ascension                         | Вознесіння                             | У 2025: 29 травня                                                    |
| дата змінна: Великдень +60 днів | Lundi de Pentecôte                          | Понеділок після П'ятдесятниці          | У 2025: 9 червня                                                     |
| 1 серпня                        | Fête nationale                              | Національне свято (День незалежності)  |                                                                      |
| 15 серпня                       | Jour de l’Assomption                        | Успіння                                |                                                                      |
| 1 листопада                     | Jour de la Toussaint                        | День усіх святих                       |                                                                      |
| 25 грудня                       | Jour de Noël                                | Різдво Христове                        |                                                                      |

### За ісламським календарем
| Дата                      | Оригінальна назва (французькою) | Назва українською       | Примітки           |
| ------------------------- | ------------------------------- | ----------------------- | ------------------ |
| 12-й день рабі-аль-авваль | Jour de Maouloud                | День народження Пророка | У 2025: 4 вересня  |
| 1-й день шавваль          | Jour du Ramadan                 | Завершення Рамадану     | У 2025: 30 березня |
| 10-й день зуль-хіджа      | Jour de la Tabaski              | Свято жертвопринесення  | У 2025: 6 червня   |

Законодавство Беніну не передбачає компенсації у випадку збігу неробочих днів з вихідними або одне з одним, але час від часу подібні пропозиції висловлюються.

## Свята, що є робочими днями
- 16 січня - День пам'яті (Journée de Sщuvenir) на вшанування жертв спроби державного перевороту 1977 р.
- 28 лютого - День народного суверенітету (Journée'de la Souveraineté du Peuple) з нагоди останнього дня конференції 1990 року, наслідком якої стало падіння комуністичного режиму
- 8 березня - Жіночий день (Journée de la Femme)